# Buzágh Aladár
Buzágh Aladár (Derencsény, 1895. július 6. – Budapest, 1962. január 20.) kémikus, egyetemi tanár, a Magyar Tudományos Akadémia tagja, kétszeres Kossuth-díjas (1949, 1954).

## Életpályája

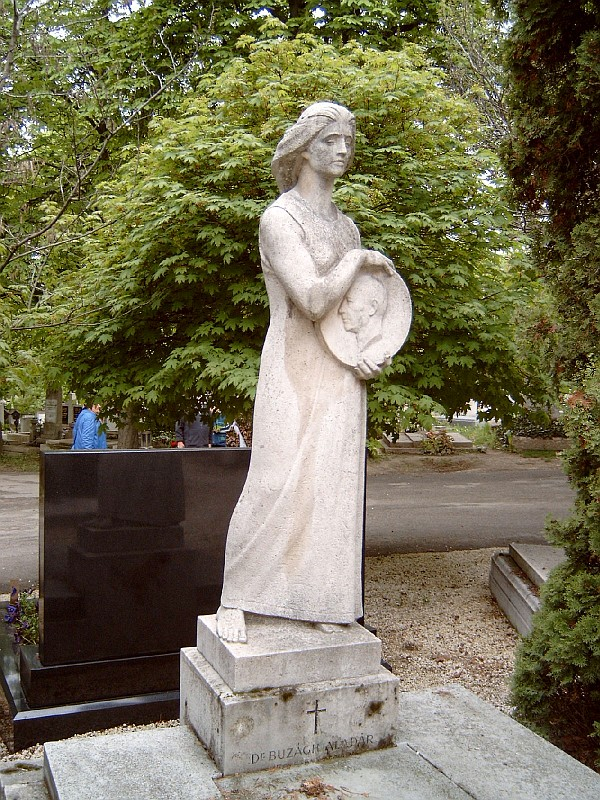
Buzágh Aladár sírja Budapesten. Farkasréti temető: 20. körönd-2-11/12. Pátzay Pál alkotása.

1918-ban szerzett vegyészmérnöki oklevelet a budapesti Műegyetemen, majd 1921-ben bölcsészdoktori oklevelet a budapesti tudományegyetemen. Már 1919-től előbb tanársegéd, majd adjunktus lett a tudományegyetem II. számú Kémiai Intézetében.
Külföldön huzamosabb időt töltött 1926 után ösztöndíjasként. Különösen fontosak a Wilhelm Ostwald lipcsei intézetében folytatott kutatásai. 1931-től tanított egyetemeken.

## Kutatási területe
Az Ostwald-féle kolloidkémiai iskola hazai továbbfejlesztője, illetve a fizikai kémia ezen új ágának egyik megteremtője. Főképp a szolok stabilitásának és az elektromos kettős réteg szerkezetének vizsgálatával foglalkozott. Nevéhez fűződik az Ostwald–Buzágh-féle üledékszabály és a szolstabilitás kontinuitás-elméletének megállapítása, továbbá az adhézió mérésére vonatkozó kvantitatív módszer kidolgozása.

## Díjai, elismerései
- kétszeres Kossuth-díjas (1949, 1954).

## Akadémiai tagsága
- levelező tag (1938)
- rendes tag (1946)
- igazgatósági tag (1946–1949)

## Főbb művei
- A kolloidok természettudományi jelentősége (Bp., 1931);
- Kolloidik (Dresden, 1936); Colloid Systems (London, 1937);
- Kolloidika (I-II. Bp., 1946-1952);
- A kolloidika praktikuma (Bp., 1954).